# 하얀 정글
"하얀 정글"(White Jungle)은 한국에서 제작된 송윤희 감독의 2011년 다큐멘터리 영화이다. 박진석 등이 주연으로 출연하였고 송윤희 등이 제작에 참여하였다.

## 출연

### 주연
- 박진석
- 서경자
- 이선웅
- 오승훈
- 송윤희